# أوسكار إدلستاين
أوسكار إدلستاين (بالإسبانية: Oscar Edelstein)‏ هو معلم موسيقى وملحن أرجنتيني، ولد في 12 يونيو 1953 في La Paz, Entre Ríos ‏ في الأرجنتين.